# Араповы
Араповы — столбовой дворянский род.
Род происходит от татарина Бармука приехавшего в Муром в XVI веке. Его сын Андрей Бармукович стал именоваться Араповым, а правнуки Фëдор Петрович и Афанасий Петрович стали основателями "Белой" и "Чëрной" ветвей. Вторая угасла со смертью в 1759 году внука Афанасия - Матвея Саввича. "Белая" ветвь в XVIII веке разделилась на Пензенскую и Рязанскую ветви. Вторая угасла в конце XIX веке. Первая разделилась на собственно Пензенскую и Тамбовскую (угасла в конце XIX века).
Род Араповых внесён в VI часть родословной книги Симбирской, Пензенской и Тамбовской губерний. (Гербовник, IV, 98)

## Араповы в XVI-XVII веках
Бармук - выехал из татар и поселился в Муроме в XVI веке.
1. Андрей Бармукович сын Арапов († после 1576) - муромский городовой дворянин (1578), в 7086 году служил по Муромской десятне окладчиком.
  1. Тимофей Андреевич Арапов († после 1612) - муромский помещик, служил дворянскую службу по городу Мурому, сторонник Лжедмитрия II. Владелец села Просеницы. Бездетен.
  2. Пëтр Андреевич Арапов († 1628) - муромский помещик села Просеницы, служил дворянскую службу по городу Мурому. 
    1. Фëдор Петрович Арапов († 1658) - под 1628 годом упомянут как муромский городовой дворянин, муромский помещик села Просеницы, доставшееся ему от отца его. Основатель "Белой" ветви рода.➤
    2. Афанасий Петрович Арапов († 1674) - под 1628 годом упомянут как муромский городовой дворянин, муромский помещик. Основатель "Чëрной" ветви рода.➤
    3. Анисья Петровна Арапова - замужем за Степаном Киселёвым.

## "Белая" ветвь[2]
Фëдор Петрович Арапов († 1658) - под 1628 годом упомянут как муромский городовой дворянин, муромский помещик села Просеницы, которое досталось от отца его.
1. Григорий Фëдорович Арапов († 1676) - муромский помещик села Просеницы и села Араповка. женат на Анне Ивановне Мичуриной. 
  1. Василиса Григорьевна Арапова - помещица села Араповка. Замужем (с 1672) за Семеном Ивановичем Пазухиным († 1709).
2. Захар Фëдорович Арапов († 1676) - муромский помещик села Просеницы. Владел также имениями в Пензенском уезде. Женат (1660) на Аксинье Артемьевне Романовой. 
  1. Алексей Захарович Арапов († 1722) - муромский помещик села Просеницы.
    1. Фëдор Алексеевич Арапов († около 1730) - муромский помещик села Просеницы.
    2. Аксинья Алексеевна Арапова - замужем за Василием Дмитриевичем Топорниным.

  2. Ульяна Захаровна Арапова - замужем (с 1678) за Герасимом Ивановичем Дурасовым.
3. Никифор Фëдорович Арапов - муромский городовой дворянин.
  1. Иван Никифорович Арапов. 
    1. Андрей Иванович Арапов (1731-после 1784) - Рязанский губернский секретарь (1784), владелец села Елшино, Пронского уезда. Женат на Пелагее Васильевне Левашовой, дочери Василия Ермиловича Левашова. Основатель Рязанской ветви рода.➤
4. Иван Фëдорович Арапов († после 1692) - жилец (1675), в 1678 году дана ему царская грамота, московский дворянин (1692)[3][4]. 
  1. Степан Иванович Арапов (1670-после 1739) - прапорщик в отставке (1739). Женат на Василисе Ивановне Петровой. 
    1. Иван Степанович Арапов († после 1722) - драгун (1722). Бездетен.
    2. Андрей Степанович Арапов (1723-после 1795) - подпоручик гвардии, вышел в отставку в 1750 году, имел 908 душ мужского пола, владелец села Воскресенская Лашма. Женат на Татьяне Петровне Климовой. Основатель Пензенской ветви рода.➤

### Пензенская ветвь[5]
Андрей Степанович Арапов (1723-после 1795) - подпоручик гвардии, вышел в отставку в 1750 году, имел 908 душ мужского пола, владелец села Воскресенская Лашма. Женат на Татьяне Петровне Климовой. 
1. Иван Андреевич Арапов (1755- до 1838) - секунд-майор, Наровчатский уездный предводитель дворянства (1789-1795). 
  1. Николай Иванович Арапов (1787-1839) - участник Отечественной войны 1812 года. Бездетен.
  2. Пётр Иванович Арапов (1795-до 1834) - полковник. Бездетен.
  3. Устин Иванович Арапов (1797-1873) -  генерал-майор, участник русско-турецкой войны, Тамбовский губернский предводитель дворянства (1836-1846). О его потомстве смотрите ниже. ➤
2. Николай Андреевич Арапов (5.12.1757-2.11.1826) - секунд-майор, владелец села Воскресенская Лашма, в 1803 году заложил третий винокуренный завод производительностью 70 тыс. 445 ведер в год. Женат на Ольге Александровне Мошковой.
  1. Пимен Николаевич Арапов (6.08.1796-23.03.1861) - русский писатель, драматург и переводчик, журналист, первый историограф русского театра. Бездетен.
  2. Александр Николаевич Арапов (21.12.1801-8.05.1872) - генерал-лейтенант, командир лейб-кирасирского Его Высочества Наследника Цесаревича полка, Пензенский губернский предводитель дворянства. Женат на Екатерине Петровне Мальшиной (20.02.1810-27.02.1839).
    1. Александр Александрович Арапов  (30.10.1832 — 1919) - кавалергард, гофмейстер, тайный советник, Мокшанский уездный предводитель дворянства (1869-1874). Женат на Наталье Николаевне Алексеевой, дочери штабс-капитана.
      1. Екатерина Александровна Арапова (19.02.1861-?). Замужем за Николаем Николаевичем Римским-Корсаковым.
      2. Николай Александрович Арапов (10.01.1871-1918)
      3. Ольга Александровна Арапова (1872-1942). Замужем за А.Н. Селивановым.

    2. Павел Александрович Арапов (06.02.1839—29.03.1885) - действительный статский советник, помещик Пензенского уезда, посланник в Португалии (1883). Умер в Париже от болезни печени. 
      1. Софья Павловна Арапова (1860-?) - фрейлина императрицы Марии Фёдоровны. В 1-м браке за Каспаром Николаевичем Блюмером (1857-1941), во 2-м за Петром Яблоновичем-Снатским, в 3-м за Михаилом Алексндровичем Поджио (1850-1889), правнуком Иосифа Викторовича Поджио. У них два сына Александр (1881-1919) и Пётр (1886-1933).
      2. Варвара Павловна Арапова. В 1-м браке - Есаулова, во 2-м - Дяткова.

  3. Андрей Николаевич Арапов (28.10.1807-11.05.1874) - кавалергард, Нижнеломовский уездный предводитель дворянства (1843-1849,1863-1866), Наровчатский уездный предводитель дворянства (1863-1866), владелец села Воскресенская Лашма.
    1. Иван Андреевич Арапов (21.11.1844-24.06.1913) - генерал-лейтенант, член совета Главного управления государственного коннозаводства и Совета министра земледелия и государственных имуществ. Владелец села Воскресенская Лашма. Женат на Александре Петровне Ланской (дочери Натальи Николаевны Ланской-Пушкиной).Путевой дворец И. А. Арапова в Наровчате (ныне — Пушкинский центр имени Н. Н. Пушкиной-Ланской

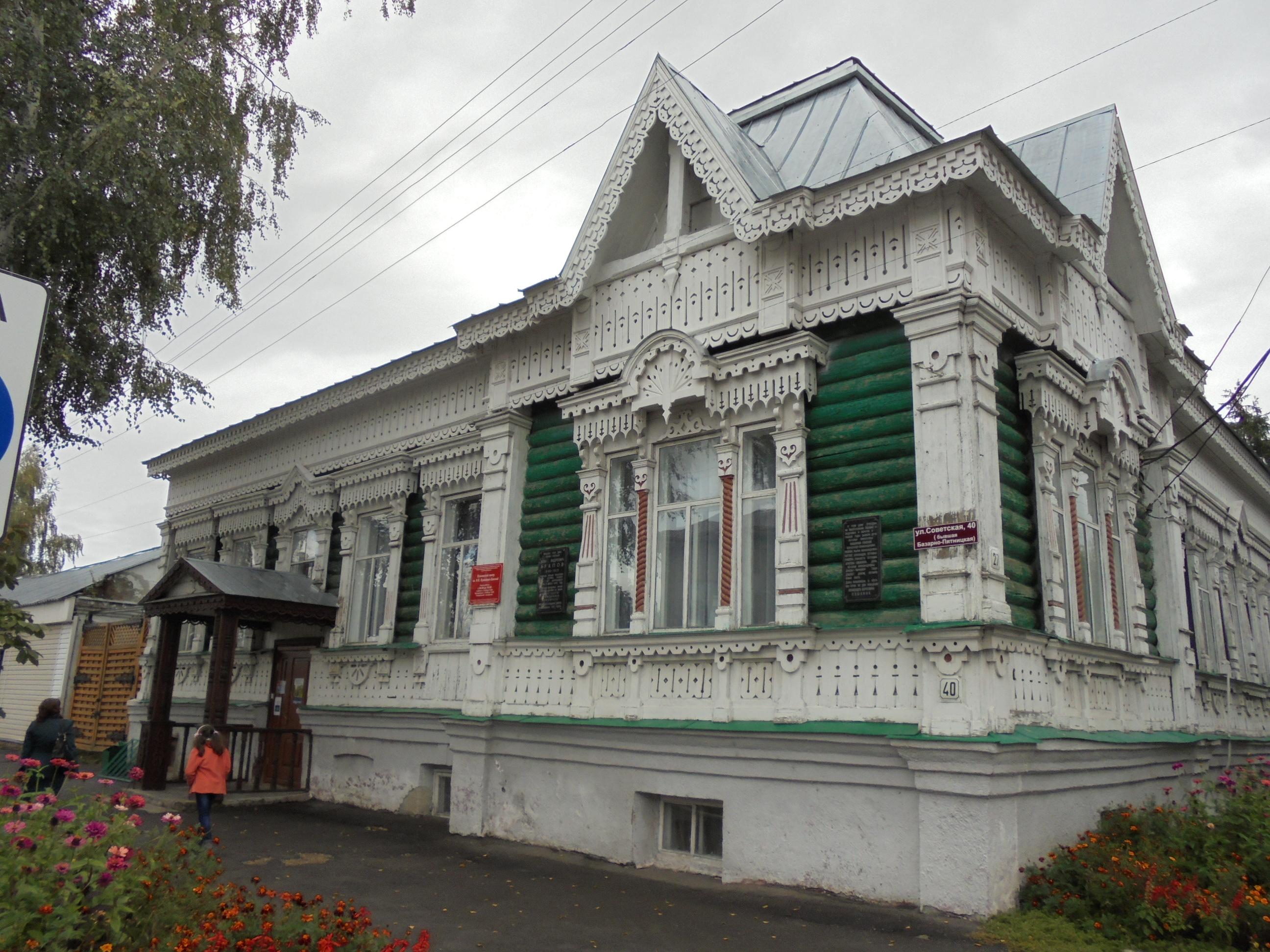
Путевой дворец И. А. Арапова в Наровчате (ныне — Пушкинский центр имени Н. Н. Пушкиной-Ланской

      1. Елизавета Ивановна Арапова (1867-?) - жена Николая Николаевича Столыпина (1860-1919), внука Аркадия Алексеевича Столыпина.
      2. Пётр Иванович Арапов (24.02.1871-21.01.1930) - генерал-лейтенант, участник Первой мировой войны. Последний владелец села Воскресенская Лашма. Женат на Александре Андреевне Майдель (1880-1944).
        1. Мария Петровна Арапова (1900-1985) - Жена главного конструктора СССР по судопромышленности Павла Осиповича Трахтенберга. 
          1. Александр Павлович Арапов
            1. Алексей Александрович Арапов - социолог-политолог.

        2. Иван Петрович Арапов (1908-23.12.1941) - последний представитель мужской линии Пензенских Араповых. Бездетен.
        3. Александра Петровна Арапова (1911-1919).

      3. Андрей Иванович Арапов (1872-1918) - полковник, адъютант Великого Князя Михаил Александровича. Расстрелян. Бездетен.

    2. Николай Андреевич Арапов (20.07.1847-2.11.1883) - полковник Кавалергардского полка. Женат на (дочери Натальи Николаевны Ланской-Пушкиной), Елизавете Петровне Ланской (17.03.1848-1903).
      1. Елизавета Николаевна Арапова (21.06.1873-3.06.1953) - русская аристократка, советский педагог частной практики, мемуарист. Жена действительного статского советника Виктора Дмитриевича Бибикова (1859—1919).
      2. Наталья Николаевна Арапова (21.04.1875-6.12.1971) - в 1-раз за князем Николаем Меликовым, во второй за Фёдором Ивановичем Анненковым (20.07.1869-31.01.1915) внуком Ивана Александровича Аннекова
      3. Мария Николаевна Арапова (4.10.1878-23.01.1947) - замужем за Павлом Александровичем Офросимовым.

    3. Ольга Андреевна Арапова (13.07.1840-06.05.1882) - замужем за Петром Устиновичем Араповым.
    4. Варвара Андреевна Арапова (22.10.1843-25.12.1903) - замужем за бароном Львом Александровичем Фредерикс.
3. Сергей Андреевич Арапов (21.10.1765 — 24.02.1837) - секунд-майор, надворный советник, Наровчатский уездный предводитель дворянства (1801—1804,1813—1819). Заложил в родовом селе 2 винокуренных завода. Бездетен.
4. Пётр Андреевич Арапов (5.04.1764 — 19.11.1840). Бездетен.

#### Тамбовская ветвь
Устин Иванович Арапов (1797—1873) — генерал-майор, участник русско-турецкой войны, Тамбовский губернский предводитель дворянства (1836—1846). Женат на Марии Ивановне Сазоновой.
1. Александр Устинович Арапов (1825—1884) — действительный статский советник. Бездетен.
2. Николай Устинович Арапов (1825-1.04.1884) — московский обер-полицмейстер (1866—1876), генерал-лейтенант (1876). Женат на Ольге Андреевне Пятницкой (1839—1860) и Вере Александровне Казаковой (1842—1890).
  1. Александр Николаевич Арапов (1860-5.01.1904). Бездетен.
  2. Анастасия Николаевна Арапова(1872—1936), жена финского военного и государственного деятеля Карла Маннергейма.
  3. Софья Николаевна Арапова (1873—1952) — жена графа Дмитрия Георгиевича Менгдена (1873—1954), сына генерал-лейтенанта Г. Ф. Менгдена.
3. Михаил Устинович Арапов (1828—1875) — генерал-майор, московский обер-полицмейстер (1866—1875). Женат на Варваре Кузьминичне Дараган († после 1875). Бездетен.
4. Константин Устинович Арапов (1831—1916) — генерал от кавалерии, генерал-адъютант, командир лейб-гвардии Кирасирского Е. В. полка. Бездетен.
5. Евгений Устинович Арапов (1833-?). Бездетен.
6. Пётр Устинович Арапов (1834—1887). Женат на Ольге Андреевне Араповой.
  1. Елизавета Петровна Арапова (04.04.1863-1943).
  2. Андрей Петрович Арапов (01.09.1864-03.10.1893).
  3. Ольга Петровна Арапова (16.03.1867-1941).
  4. Варвара Петровна Арапова (16.07.1868-29.02.1936).
  5. Мария Петровна Арапова (1869—1911).
  6. Николай Петрович Арапов (21.01.1867-1926).
  7. Сергей Петрович Арапов (16.08.1873-1920).
  8. Пётр Петрович Арапов (1875—1922).
7. Мария Устиновна Арапова (1837-?).
8. Иван Устинович Арапов (1841-?). Бездетен.
9. Сергей Устинович Арапов (1843-?). Бездетен.
10. Екатерина Устиновна Арапова. — замужем за племянником П. П. Ланского.

### Рязанская ветвь
Андрей Иванович Арапов (1731-после 1784) - Рязанский губернский секретарь (1784), владелец села Елшино, Пронского уезда. Женат на Пелагее Васильевне Левашовой, дочери Василия Ермиловича Левашова.
1. Пëтр Андреевич Арапов (около 1744-?) - капитан. Бездетен.
2. Тихон Андреевич Арапов (около 1752-после 1184) - корнет Тверского карабинерного полка в отставке (1784).
  1. Пëтр Тихонович Арапов. Бездетен.
  2. Николай Тихонович Арапов - поручик гвардии, землемер. Бездетен.
3. Николай Андреевич Арапов (около 1753-после 1184) - поручик (1784), коллежский асессор. Бездетен.
4. Василий Андреевич Арапов († после 1816) - поручик лейб-гвардии Преображенского полка (1785), служил приставом в Ряжском суде (1797) и Рязанской ланд-милиции (1806-1807). Женат на Евдокии Ивановне. 
  1. Александр Васильевич Арапов. Бездетен.
  2. Егор Васильевич Арапов († после 1813) - бездетен.
  3. Семëн Васильевич Арапов. Бездетен.
  4. Михаил Васильевич Арапов (2.07.1813-до 1859) - коллежский регистратор, помещик Пронского уезда. Женат на Александре Кандидьевне Лихарëвой. 
    1. Надежда Михайловна Арапова (1834-?).
    2. Владимир Михайлович Арапов (13.07.1836-после 1860) - старший канонир. Бездетен. Последний представитель этой ветви рода.

## "Чëрная" ветвь
Афанасий Петрович Арапов († 1674) - под 1628 годом упомянут как муромский городовой дворянин, муромский помещик.
1. Яков Афанасьевич Арапов († 1681).
2. Евдокия Афанасьевна Арапова.
3. Иван Афанасьевич Арапов.
4. Савва Афанасьевич Арапов († 1687) - жилец (1671), муромский городовой дворянин, служить начал с отцовского поместья, помещик Алатырского и Сердобского уездов. 
  1. Никифор Саввич Арапов († после 1739) - подпрапорщик в отставке (1722). 
    1. Наталья Никифоровна Арапова.

  2. Фëдор Саввич Арапов - симбирский помещик, служил с отцовского поместья, за Государеву службу верстан поместным окладом.
    1. Захар Фëдорович Арапов († 1749) - секунд-майор (1738), симбирский помещик. Женат на Ульяне Афанасьевне Захаревской. Бездетен.
    2. Иван Фëдорович Большой Арапов († 1731) - убит. Женат на Акулине Казьминичне Саврасовой. Бездетен.
    3. Иван Фëдорович Меньшой Арапов († 1729) - Женат на Анне Васильевне Путиловой. Бездетен.

  3. Матвей Саввич Арапов († 1759) - служил с отцовского поместья. Последний представитель "Чëрной" ветви рода. 
    1. Степан Матвеевич Арапов (около 1709-после 1749) - капитан (1749). Бездетен.
    2. Иван Матвеевич Арапов - бездетен.

  4. Мария Саввична Арапова - замужем за Степаном Степановичем Нагаткиным.

## Имения и дворцы

### Просеницы
Было пожаловано Андрею Барамуковичу Арапову в 1576 году и принадлежало его семье на протяжении 7 поколений и 260 лет. После смерти Сергея Андреевича перестало принадлежать роду Араповых и на правах родственников перешло к Киселëвым. Ныне Меленковский район Владимирской области.

### Араповка
Основано в 1663 году Григорием Фёдоровичем Араповым и в 1677 году передана в приданое за его дочерью Василисой и до революции принадлежало Пазухиным. Ныне Сурский район в Ульяновской области.

### Воскресенская лашма
Было пожаловано Андрею Степановичу Арапову в 1790 году и принадлежало его семье на протяжении 4 поколений и 118 лет. После Октябрьской революции перестало принадлежать роду Араповых. Ныне в черте города Ковылкино республика Мордовия.

### Елшино
Три поколения Араповых владели этим селом. на протяжении ста лет. Ныне Пронский район Рязанской области.

### Путевой дворец вНаровчате
Построен в XIX веке по заказу Ивана Андреевича Арапова и Александры Петровны Ланской. Ныне Пушкинский центр имени Натальи Николаевны Пушкиной - Ланской.